# Kepulungan
Kepulungan is een bestuurslaag in het regentschap Pasuruan van de provincie Oost-Java, Indonesië. Kepulungan telt 10.016 inwoners (volkstelling 2010).